# Hippolyte Mège-Mouriès

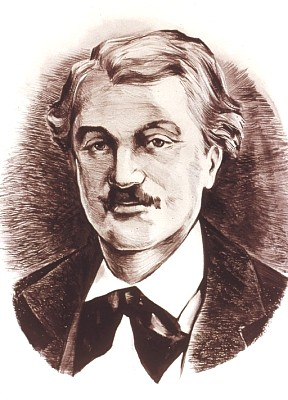
Hippolyte Mège-Mouriès

Hippolyte Mège-Mouriès (Draguignan, 24 oktober 1817 – Parijs, 31 mei 1880) werd geboren als Hippolyte Mège, de zoon van een onderwijzer, maar voegde later de achternaam van zijn moeder toe. Nadat hij in 1838 een baan kreeg in de centrale apotheek van het hospitaal Hôtel Dieu in Parijs begon Mège origineel onderzoek te publiceren en te patenteren in diverse deelgebieden van de industriële chemie. 
Mège werkte vanaf 1862 vooral aan processen om vetten te bewerken, wat uiteindelijk in 1869 leidde tot het historisch patent dat aan de basis van margarineproductie staat: "Demande d'un brevet d'invention de quinze ans pour la production de certains corps gras d'origine animale". Met dit werk won Mège een prijsvraag van de Franse regering om een goede doch goedkope botervervanger te ontwikkelen 'voor de arbeidersklasse en, bij uitzondering, de marine'. Hij mengde een rundvetfractie met magere melk en verkreeg op die wijze een stabieler product dan traditionele boter. Mège verkocht zijn patent in 1871 voor 60.000 Franse francs aan het Nederlandse bedrijf van Antoon Jurgens, een van de pijlers onder het latere Unilever.
- Bibliothèque nationale de France: cb10366197v (data)
- International Standard Name Identifier: 0000 0001 3894 5788
- Base Léonore: LH//1816/46
- Nationale Bibliotheek van Tsjechië: xx0274933
- Système universitaire de documentation: 12291564X
- Virtual International Authority File: 214338166